# Catedral basílica de San Pedro (London)

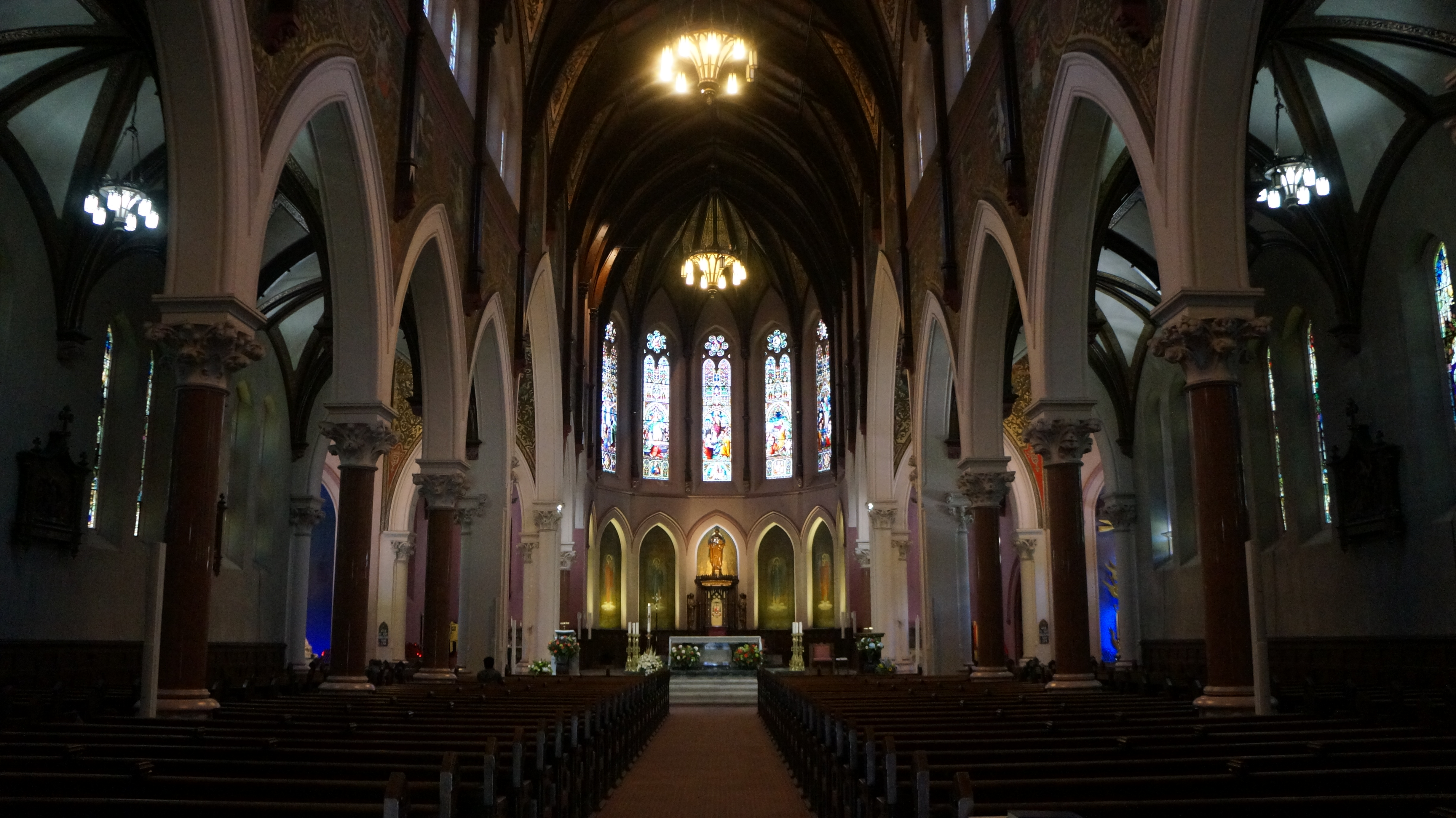
Vista interna

La Catedral Basílica de San Pedro  (en inglés: St. Peter's Cathedral Basilica) ubicada en la Avenida 196 Dufferin, en London, Ontario, Canadá, es la sede de la diócesis de London
.
La parroquia ahora conocida como San Pedro fue establecida el 10 de agosto de 1834 y la primera iglesia fue construida de troncos en la esquina suroeste de la avenida Dufferin  la calle Richmond. Antes de esto, un sacerdorte viajaba visitando la zona para celebrar la misa para los residentes católicos.
La iglesia fue dedicada a San Lorenzo y podría contener hasta 180 personas. Fue destruida junto con gran parte de la ciudad en el incendio de London del 11 de abril de 1845.Una iglesia más grande fue construida con materiales y mano de obra donada, pero también esta iglesia se incendió en agosto de 1850. Esta fue sustituida por una nueva Iglesia construida de ladrillo.
En 1958, se añadieron las torres gemelas de la fachada La capilla de Nuestra Señora y la sacristía, se instalaron vidrieras  en el atrio y la pintura de interiores y la decoración adicional fue completada. San Pedro se elevó a la categoría de basílica menor el 13 de diciembre de 1961 por el papa Juan XXIII. El actual obispo de la Diócesis de London es el Reverendísimo P. Ronald Fabbro, CSB.